# Herold Business Data

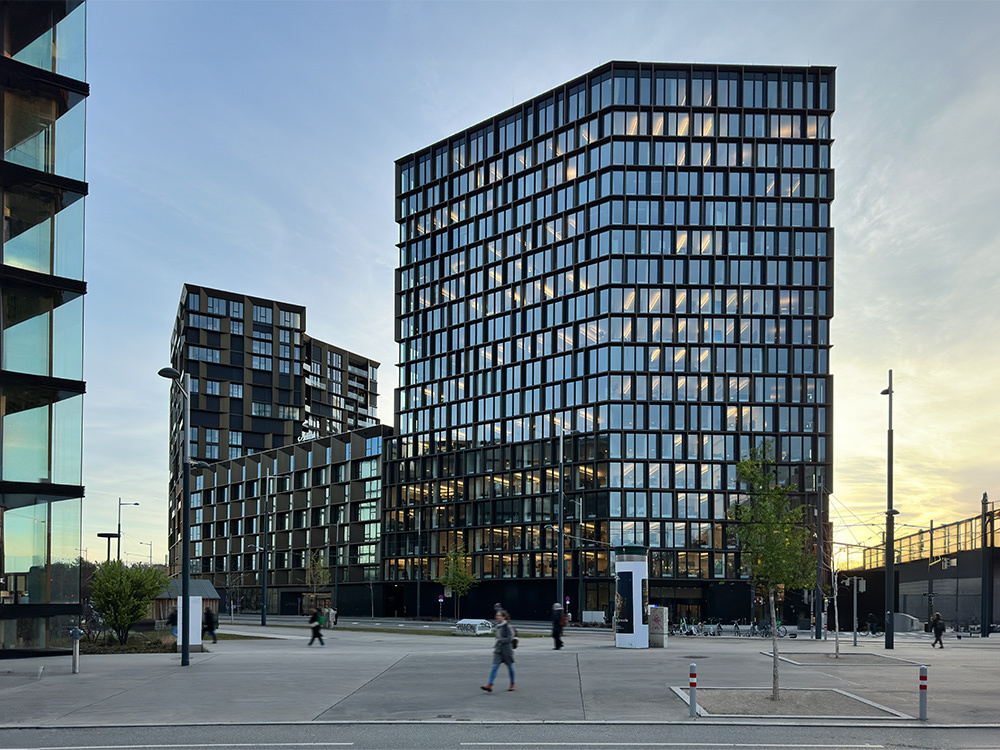
Herold-Bürogebäude in Wien

Die HEROLD Business Data GmbH ist Spezialist für digitale Medien und Marketing-Services sowie Herausgeber der österreichischen Telefonbücher und der Gelben Seiten mit Firmensitz in Wien-Favoriten.

## Geschichte
Das Unternehmen wurde 1919 in Graz gegründet. In den ersten Jahrzehnten der Firmengeschichte gehörten das Einwohneradressbuch und des Export Adressbuch zu den Kernprodukten. Um 1960 brachte der Verlag mit dem „Roten HEROLD“ das erste Telefonbuch in Österreich heraus. 1988 folgte mit dem Runden HEROLD ein Business-to-Business-Verzeichnis aller österreichischen Unternehmen auf CD-Rom. Seit 1991 publiziert das Unternehmen zusätzlich die österreichischen Gelben Seiten, zunächst als Partner der Post, seit 1997 im Auftrag der Telekom Austria.
2000 sind die Gelben Seiten und das Telefonbuch von einem WAP-Handy abrufbar, bis dann 2006 HEROLD mobile für Smartphones folgt.
Heute gehört das Unternehmen zur European Directories Gruppe.
Im Januar 2021 schloss sich die HEROLD Business Data GmbH mit der dogado GmbH zusammen. Durch den Zusammenschluss – beide Unternehmen sind mehrheitlich Teil der EDSA-Gruppe – entsteht der Anbieter mit dem umfassendsten Angebot von Website- und Online-Marketing-Leistungen für kleine und mittlere Unternehmen („KMU“) in Österreich. Die dogado group, ein Miteigentümer-geführtes Digital-Unternehmen mit Wurzeln in Deutschland und Österreich, übernimmt dabei alle Anteile am österreichischen Traditionsunternehmen HEROLD.
Durch die spätere Fusion der dogado GmbH mit der group.one gehört nun auch HEROLD mit zur group.one.

## Produkte
Im Mittelpunkt der Unternehmenstätigkeit stehen digitale Medien und Marketing-Dienstleistungen.
Mit www.herold.at betreibt HEROLD ein österreichisches Portal für die Suche nach Unternehmen, Rufnummern und Adressen, mit entsprechender Kartenansicht und Routenplaner sowie von Usern verfassten Bewertungen zu Unternehmen.
Österreichischen Firmen bietet HEROLD unterschiedliche Dienstleistungen aus dem Bereich Online-Marketing: Websites, Suchmaschinenmarketing, Suchmaschinenwerbung, Empfehlungsmarketing, Dialog Marketing, Social Media Marketing, e-Commerce-Lösungen etc.